# Distrito de Acostambo
El Distrito peruano de Acostambo es uno de los 21 distritos que conforman la Provincia de Tayacaja, ubicada en el Departamento de Huancavelica, perteneciente a la Región Huancavelica, Perú.
Se divide en:

### Centros poblados
- Quintaojo

- Villa Real

- Huaytacorral

- Acostambo

### Comunidades y/o anexos
Santa Cruz, Pantipata, Huantaro, Conopa, Otuto, Quebrada Imperial, Santa Rosa de Chocuna, Santa María de Lauza Grande, Lauza Chico, San Meregildo, Chilcapata Magdalena, Antavirus, Alfapata, Empedrado, La Libertad, Alalay.

#### Barrios
Centro, Unión, Estrella, Vista Alegre, Cerrito, Progreso

#### Caseríos/Fundos/Paraje
Armaspampa, Patarcocha, Liuli, Vacanacana, Itana ccasa, Azulcocha  Paquira, Casma, Ornoyocc, Estanque, Pampalca, Conoc.

#### Lugares turísticos
Catarata de Paccha, Tambo Machay, piscigranja San Meregildo, Raqra Machay, Cerro San Cristóbal, Challhuas, Bosque de Piedras, Piedras Morfológicas, Anticuay Orcco, Huayllura, Incañan, Sumabamba, etc.

#### Gastronomía
Pachamanca, cuy colorado, patachi, yuyo shaqta, sopa de calabaza, etc.

#### Días festivos
Año nuevo 1 de enero, Aniversario 8 de enero, Carnavales (Varayocc, Tipaki Tipaki y costumbres carnavalescas de cada comunidad) la Carrera de Morochucos en Sumabamba febrero o marzo, Fiesta de Cruces 2, 3 de mayo, Huatacuy en Semana Santa, Herranza Santiago 25 de julio hasta agosto la octava, Fiesta Patronal en honor a la Virgen de la Asunción  y Patrón  San Jacinto 14 al 17 de agosto, Papa Tarpuy (siembra de papa) y Todos los santos 1 y 2 de noviembre, Fiestas Navideñas (Machos y Capachos, Niñas, Danzante Tijeras en sus Centros Poblados) 24 al 27 de diciembre. Y otros aniversarios conmemorativos incluyendo los matrimonios tradicionales.

#### Actividades económicas
Los habitantes se dedican a la agricultura, ganadería, comercio, transporte, artesanía, etc.
Su FERIA SEMANAL DE LOS VIERNES DE CADA SEMANA, una de las más antiguas de la Region Central del Perú.

#### Producción
Cebada, papas  en más de 50 variedades, habas, arveja, choclo, maíz, tarwi, trigo, linaza, quinua, maca, mashua, oca, alcachofa, avena, etc., además sus habitantes producen frutas como la tuna, guinda, durazno, tumbo, paltos, etc.
Es conocida como "CAPITAL CEBADERA DEL PERÚ"

## Historia
El distrito fue creado mediante Ley N° 1529 de fecha 8 de enero de 1912.
SE NESESITA MAYOR INFORMACION

## Población
Actualmente la población en este distrito es de 4 537 personas según el censo realizado en 2007.